# Ministerio de Desarrollo Agrario (Brasil)

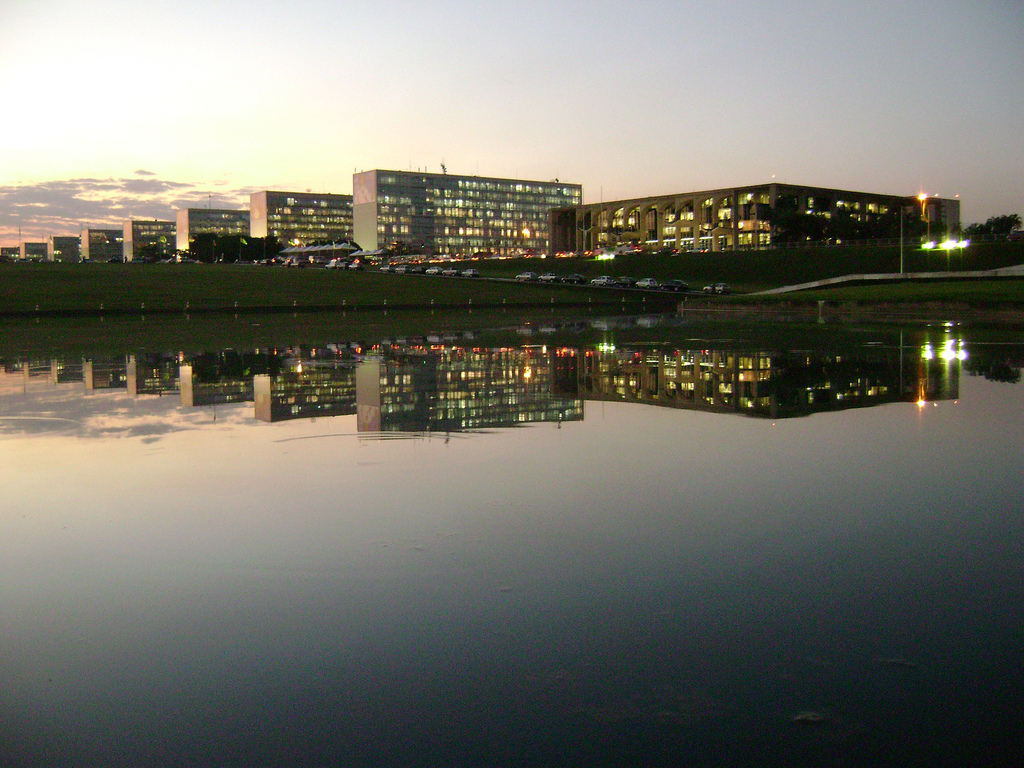
Explanada de los Ministerios y espejo de agua del Congreso Nacional en Brasilia, Brasil

El Ministerio del Desarrollo Agrario (en portugués: Ministério do Desenvolvimento Agrário, MDA) era una secretaría de Estado de Brasil. Fue disuelto el 12 de marzo de 2016 a través de la medida provisoria n° 726 y sustituido por la Secretaria Especial de Agricultura Familiar e de Desarrollo Agrario de la Casa Civil de la Presidencia da República (SEAD), por el Decreto n° 8780, de 27 de mayo de 2016.
Tenía como objetivos la reforma agraria y el reordenamiento agrario, la regularización de la Amazonia Legal, promoción del desarrollo sostenible de la agricultura familiar y de las regiones rurales y la identificación, reconocimiento, delimitación, demarcación y titulación de las tierras ocupadas por los remanentes de las comunidades de los quilombos. Ejercía, con carácter extraordinario, las cualificaciones relativas a la regularización urbanística en la Amazônia, contempladas en el artículo 33 de la ley n.º 11.952, de 25 de junio de 2009.

## Historia
En 1982, el decreto n.º 87.457 crea el Ministerio Extraordinario para Asuntos Fundiários (Meaf). En 1985, el decreto n.º 91.214 crea el Ministerio de la Reforma y del Desarrollo Agrario (Mirad). El 15 de enero de 1989, la medida provisória n.º 29 extingue el Mirad. En marzo de 1990, es incorporado al Ministerio de Agricultura.
El 29 de abril de 1996, por decreto, es nombrado el ministro de Estado Extraordinario de Política Urbanística, motivado por la Masacre de Eldorado dos Carajás. La medida provisória (MP) 1.911-12, de 25 de noviembre de 1999, transformó el Ministerio de Estado Extraordinario de Política Urbanística en Ministerio de Política Urbanística y Agricultura Familiar y la MP 1999-13, de 14 de diciembre de 1999, en Ministerio de Política Urbanística y Desarrollo Agrario. La MP 1999-14, de 13 de enero de 2000 creó el Ministerio de Desarrollo Agrario (MDA) a partir de la transformación del gabinete del Ministerio de Estado Extraordinario de Política Urbanística. El 14 de enero de 2000, el decreto n.º 3.338 crea el MDA, reglamentado por la MP 1999-14.
La MP n.º 2.216-37, de 31 de agosto de 2001, transfirió del Ministerio de la Agricultura las atribuciones relacionadas con la promoción del desarrollo sostenible del segmento rural constituido por los agricultores familiares hacia el Ministerio de Desarrollo Agrario.